# عیسوند (دشتستان)
عیسوند، روستایی است از توابع بخش مرکزی در شهرستان دشتستان استان بوشهر ایران.

## جمعیت
این روستا در دهستان زیارت قرار داشته و بر اساس سرشماری سال ۱۳۸۵ جمعیت آن ۹۹۸نفر (۲۰۱خانوار) می‌باشد.